# Dungeon Crawl
リンリーのダンジョンクロウル（英: Linley's Dungeon Crawl）はローグライクゲームの一種。英語のテキスト版を原型とし、日本語化、タイル表示、マウス移動などに対応している。日本ではもっぱら“ Dungeon Crawl ”、あるいは“ Crawl ”と呼称されるが、英語圏を始めとした海外でDungeon CrawlはRPGのサブジャンルを表した言葉に該当するため混同しないよう避けたほうがよい。

## 概要
1997年10月に英語版ver.1が公開された。ソースコードが公開されており新たな機能の追加や改良が多くのユーザーによってなされた。英語版本体の開発は2003年3月時点でversion4.0.0(beta 26)を最後に終了しているが、その後も有志の手によって開発が進み、パッチや“ Dungeon Crawl Stone Soup ”というヴァリアントも作られている。日本語版は2003年9月に正式に配布が開始され、2007年3月には最新版としてver.j071が出されている。
ゲームの目的は、プレイヤーキャラクターを操作しダンジョンの最奥に隠されている「ゾットのオーブ」を地上に持ち帰る事である。プレイヤーは様々な種族・職業を選択する事ができ、ランダムに生成されるダンジョンを冒険する。
若干古いゲームながらも、伝統的なASCII文字表示の他にタイル表示も可能なので、ASCII文字表示に抵抗がある初心者にもとっつき易いのが特徴。
ローグライクゲームとして代表的なNetHack系とAngband系のどちらにも属さず、系統としては独立した位置にあるゲームであるが、システムはどちらかというとNetHack系に近い。

## システム
多くのローグライクのゲームに共通する特徴を持つ。最初にプレイヤーキャラの性質を決定し、得意な戦術を生かして戦っていく。
プレイヤーキャラの行動は、コマンドが当てはめられたキーボードの各キーで決定する。上下斜めへの移動、敵と接して武器で攻撃する、飛び道具を用いる、魔法を唱えるなどわずかな入力で多彩な行動ができる。装備品のつけはずしなど、複数のコマンドが必要な行為はマクロを設定して操作を簡略化させることが可能。
フィールドは基本的に二次元タイル表示だが、擬似的な立体三次元でのタイル表示も可能。基本的に一定の広さを以てランダム生成される。壁のつくりや、水面や沼、溶岩など地形の組み合わせで変化がつけられている。各フロアは複数の階段でつながっており、フロア間の移動は基本的に階段で行う。ダンジョンはフロアを移動しても保存されるため、アイテムはほぼ有限。つるはしのような道具で壁を掘る事はできず、移動させられる岩等も無いため地形を操作する方法は魔法的な物に限られる。
ダンジョンはメインダンジョンと主に呼称される通常ダンジョンの1階から始まり、下層へと降りていくことになる。ダンジョンをそのまま下っていくと「特殊ダンジョン」と呼ばれるいくつかのダンジョンの分岐が見つかる。それぞれのダンジョンは水浸しであったり、ある種族や悪魔に特化しているなど出現するモンスターや地形が傾向付けられている。一部のダンジョンには「ルーン」というお守りが置いてあり、これを一定数集めなければメインダンジョンの最奥にたどり着くことはできない。メインダンジョンの最奥でゾットのオーブを手に入れた後はメインダンジョンを逆に登っていき、地下1階から脱出した瞬間にクリアとなる。ゲームのクリアだけなら全ての特殊ダンジョンにいく必要はなく、プレイヤーキャラの成長具合や得手不得手によってどのダンジョンの攻略するかを選択できる。特殊なダンジョンとは別に、地形などがある程度固定されたVault (ヴォールト) と呼ばれるエリアが出現し、思わぬ収穫を得たり強敵と遭遇したりすることがある。
ダンジョンには特徴あるモンスターが数多くあふれている。他のローグライクゲームのような古典的ファンタジーを踏襲した要素だけではなく、哺乳類、爬虫類、両生類などの現実の動物や、独特な悪魔が敵キャラとして多く登場している。また彼らの使用する多彩な魔法や装備品、集団で出現するなどのそれぞれの性格付けから生まれる多様性のある戦闘がこのゲームの特徴の1つである。また「ユニーク」と呼ばれる固有の名称を持つ敵も存在する。
信仰というシステムにおいても、このゲーム非常に独創的である。オリジナル性の高い個性豊かな神々はプレイヤーに信仰を求める代わりに強力な援護を約束する。プレイヤーは祈りを捧げながら敵を殺害したり、死体を捌いたり、また祭壇でアイテムを捧げたりして神に信仰を証明し、信仰が高まるにつれ神の評価もよくなり、武器や魔法書などの下賜、回復や神の僕を召喚する能力、害からの保護などが授けられる。メインダンジョンの低層に「寺院」という特殊ダンジョンがあり、そこにたどりつき信仰を始めることが大抵の場合は第1の目標になる。信仰する神の選択も、プレイのスタイルを決める大きな選択の一つである。
他の独創的なシステムとして、ダンジョン内で死亡したキャラが亡霊となってダンジョンを彷徨うと言うユニークなものもある。この亡霊は死亡した時点でデータとして保存され、亡霊としての出現時には生前の装備とステータスをほぼ引き継いでいる。倒せれば成仏扱いとなり、二度と出現しない。